# Murder, Inc.
A Murder, Inc., Murder Incorporated vagy Brownsville Boys nevet a sajtó adta az 1930-as 1940-es években egy szervezett bűnözői csoportnak, amely több száz gyilkosságot hajtott végre. Az elnevezés kiötlését általában Harry Feeney-nek tulajdonítják, aki az 1930-as években riporterként dolgozott a  New York World-Telegram című lapnál. A bűnbanda tagjai magukat általában a Combination néven illették.

## Célja
A Murder Inc. a Szindikátus végrehajtó szerveként, végső soron annak megbízásából végzett gyilkosságokat. 1929-et követő megalakulásától a negyvenes években történt megszűnéséig 400-1000 közé tehető számú gyilkosságot követtek el a tagjai.

## Ismert tagok
- Louis "Lepke" Buchalter
- Albert Anastasia
- Abe "Kid Twist" Reles
- Martin "Bugsy" Goldstein
- Harry "Pittsburgh Phil" Strauss
- Louis Capone
- Allie Tannenbaum
- Frank Abbandando
- Seymour Magoon
- Harry Maione
- Mendy Weiss
- Charles "Bugs" Workman
- Johnny Dio
- Irving "Knadles" Nitzberg
- Vito "Socko" Gurino
- Jacob "Jack" Drucker
- Sholom Bernstein
- Philip "Little Farvel" Cohen